# 助川理子
助川 理子（すけがわ みちこ、1986年9月25日 - ）は、日本の看護師・ROOM TO WORLD代表。日本とアフリカをつないだ参加型の講演会・交流会を主催する傍ら、近年はコロナ病棟看護師として将来看護師を目指す学生に向けて講演活動中。またNPO法人チャイルドドクター・ジャパンのメディカルスタッフとしてケニアの子ども達への医療支援活動にも従事。

## 経歴
東京医科大学看護専門学校卒業後、オーストラリア・Gold Coast Institute of TAFE修了。以降、自治医科大学附属病院、日本赤十字医療センター、大西脳神経外科病院にて、脳神経外科センター、救命救急センター、心臓血管外科・循環器内科、ICU等で勤務。平成27年から、医療支援活動のためアフリカへの渡航をはじめ、現在はNPO法人チャイルドドクター・ジャパンのメディカルスタッフとしてケニアと日本を基盤に活動中。

## 活動内容

### NPOでの海外支援
平成27年、プロジェクトアブロードからケニアのナニュキに派遣。その後、NPO・チャイルドドクターからケニアのコトレンゴ孤児院にて支援活動に従事。また、アフリカ児童教育基金の会からケニアのエンブ・マキマ・エナ地区、タンザニアにて医療支援活動に従事。

### 社会起業家として
アフリカでの医療支援時代には、看護師不足に直面している病院と、有給が取得できない看護師という2つの問題を解決する為、宮田久也と共に、大西脳神経外科病院に長期休暇制度を導入。活動の様子がニュースZERO、毎日新聞等で取り上げられている。
また、2021年に"コロナ禍でも子ども達に特別な体験を贈りたい"という思いから、日本とアフリカをつないだ参加型の講演会・交流会を主催するROOM TO WORLDを創業。教室から世界へとつながれるきっかけや、生きる力を届ける活動を行っている。その他、コロナ病棟看護師として将来看護師を目指す学生に向けて講演活動も実施中。

### コロナ病棟看護師として
コロナ禍の中で、コロナ病棟やコロナ陽性者療養施設、ワクチン接種会場などで勤務にあたる。過酷な医療現場で、これらの体験を通して何を見て何を感じたのか。リアルな現場の声とそれでも看護師を続けている理由を通して、これから社会にはばたく学生たちに命と向き合う仕事の尊さを伝えている。
『コロナ病棟 看護師からのSOS』助川理子（看護師）、『コロナ禍 看護師の孤独』が、2015年にギャラクシー賞優勝賞を受賞した内山直樹率いるドキュミームによって映像化される。社会問題の当事者が場の中心となり、ドキュメンタリーを通して他者の人生を経験する映像祭『ドキュ・メメント2020』に登壇。コロナ禍の真っ只中で生まれた声を映像作品と共にオンライン配信。

## メディア掲載ほか
助川の活動は以下のような多くのメディアでとりあげられている。
- 「コロナ病棟 看護師からのSOS」助川理子（看護師）[1]
- 「コロナ禍 看護師の孤独（私たちの思いは誰に話したら届くのかな？）」[2]
- 日本テレビ・NEWS ZERO「桐谷美玲 My Generation "長期休暇"のススメ… その狙いは?」[3]
- 毎日新聞「有給3ヶ月のシンデレラ」
- 中日新聞「有給3ヵ月のシンデレラ　看護師に新しい働き方」2013年9月18日[4]
- 神戸新聞「有給3ヵ月自分磨き 3人のフルタイム労働を4人で」
- 熊本日日新聞 夕刊「特報 3カ月休暇で“自分磨き” 兵庫の病院が看護師に新就業スタイル 3人分の仕事を4人交代で」
- 琉球新報 朝刊「ワーキングシンデレラ／看護師の新しい働き方／自分の時間を充実」
- 信濃毎日新聞 夕刊「看護師に新就業スタイル 3人分給料で4人雇用、年3カ月有給休暇 高い離職率…現状打破なるか」
- 宮崎日日新聞 朝刊「兵庫の病院導入／看護師雇用に“新発想”／4人1組 順番に有給休暇3カ月／労働環境改善、離職阻止へ」
- 東奥日報 夕刊「看護師に新就業スタイル　有休3カ月で自分磨き　兵庫の病院導入で注目」
- The Japan Times "Hospital finds a way to retain nurses"
- Epoch Times スウェーデン語版[5]